# Southern man (Neil Young)
Southern man is een lied van Neil Young dat afkomstig is van zijn album After the gold rush (1970). Hierna kwam het geregeld terug op verzamelalbums, waaronder als titelsong van The southern man (1993). Het is een aanklacht tegen het racisme in het zuiden van de Verenigde Staten. De langste versie staat op het livealbum 4 Way Street.

## Inhoud
In de tekst staan symbolen die verband houden met het zuidelijke racisme, zoals brandende kruisen (van de Ku Klux Klan), koloniale villa's en katoenvelden. Hij vraagt zich af hoelang het nog duurt tot de bevolking zich daar heeft veranderd, er tegelijk van uitgaand dat die verandering er zal komen.
Dit is niet zijn enige nummer met kritiek op het in zijn ogen racistische en conservatieve zuiden. Twee jaar later bracht hij daarover bijvoorbeeld ook nog de single Alabama uit.

## Reactie van Lynyrd Skynyrd
In 1974 kwam de southern rockband Lynyrd Skynyrd met een antwoord op zijn twee nummers, Sweet home Alabama genaamd. In een couplet wordt Neil Young letterlijk bij naam genoemd. Later gaf Van Zant als reactie dat het als grap was bedoeld en zij eigenlijk grote fans van hem zijn. Later droeg hij tijdens optredens ook een T-shirt met de tekst "Tonight's the night" dat verwijst naar Youngs gelijknamige album met bijbehorende titelsong en tournee. Omgekeerd zou Young Sweet home Alabama hebben gezongen tijdens een benefietoptreden voor een kinderziekenhuis, een week na de vliegtuigcrash in 1977 waarbij meerdere bandleden van Lynyrd Skynyrd om het leven kwamen.

## Covers
In 1976 nog een coverband, trad de Ierse band U2 al eens op tv op met een cover van Southern man. Ook waren er tal van andere artiesten die het nummer op een plaat zetten. Op de B-kant van een single verscheen een versie van de Teenmakers (It's not fair, 1970). Slechts enkele voorbeelden van covers op muziekalbums zijn van Merry Clayton (Merry Clayton, 1971), 
Sylvester & The Hot Band (Sylvester & The Hot Band, 1973), The Flying Pickets (Politics of need, 1996) en The String Quartet (Rusted moon - Tribute to Neil Young, 2002).

## NPO Radio 2 Top 2000
| Nummer met noteringen in de NPO Radio 2 Top 2000 | '16  | '17  | '18  | '19  | '20  |
| ------------------------------------------------ | ---- | ---- | ---- | ---- | ---- |
| Southern Man                                     | 1921 | 1847 | 1884 | 1948 | 1908 |

1. ↑  Een vetgedrukt getal geeft de hoogste notering aan.
2. ↑  2016 was het eerste jaar met een notering voor dit nummer.
3. ↑  Deze tabel is bijgewerkt tot en met de laatste editie (2024).